# Rhytidarex
Rhytidarex is een geslacht van weekdieren uit de klasse van de Gastropoda (slakken).

## Soorten
- Rhytidarex buddlei (Powell, 1948)
- Rhytidarex johnsoni (Powell, 1948)